# Pinnacle (букмекерская контора)

## История
Pinnacle — букмекерская онлайн-контора, основанная в 1998 году. С июня 2016 года получила действующее название (ранее называлась — Pinnacle Sports). Штаб-квартира Pinnacle находится на острове Кюрасао. Компания лицензирована правительством Нидерландских Антильских островов (Кюрасао). С марта 2015 года букмекер также работает по мальтийской игровой лицензии. В настоящее время компания имеет клиентов более чем в 100 странах мира. Сайт доступен на 16 языках, включая русский. В России букмекер запрещен Роскомнадзором из-за отсутствия лицензии. Выход компании на легальный российский рынок представители букмекерской конторы не комментируют.

## Деятельность
Pinnacle работает по всему миру, кроме США. В 2007 году компания добровольно ушла с американского рынка из-за решения местного Конгресса запретить в стране прием онлайн ставок. Это вызвало волну возмущения, поскольку контора к тому времени завоевала в стране  положительную репутацию у игроков тем, что максимально снизила маржу. Снижение маржи также позволило Pinnacle увеличить количествj сделок и получить статус на рынке.
В 2010 году букмекерская контора Pinnacle одной из первых в мире предложила коэффициенты на киберспорт. К 2014 году объем ставок на киберспорт достиг показателя в 1 млн. заключенных пари. В 2017 году этот показатель вырос до 5 млн. пари. Ожидается, что к 2020 году киберспорт станет вторым по популярности видом спорта среди бетторов конторы Pinnacle. В 2016, 2017 годах Pinnacle удостоена звания лучшего букмекера в области Киберспорта.
В 2018 году Pinnacle удостоилась престижной премии EGR Operator Awards в номинации «Лучший киберспортивный букмекер». 
В 2019 году букмекерская контора вышла на B2B рынок, запустив собственную платформу для ставок «Pinnacle Solution».  За выход на B2B рынок букмекер был награжден премией EGR M&I Awards в номинации "Инновации в спортивных ставках".

## Спонсорство
В 2015 году букмекер Pinnacle стала спонсором профессиональной киберспортивной команды Team Empire (Dota 2). До этого компания поддерживала турнир Pro AM по Dota 2.